# R. von Tobias Österreicher
R. von Tobias,Österreicher (1831. – 1893.), kontraadmiral, hidrograf, kartograf.

## Djelovanje
U razdoblju 1859. – 1860. istaknuo se kao satnik fregate u hidrografskoj izmjeri obalnog dijela od ušća Adige do Grada u mjerilu 1:57 000, a zatim topografskoj i hidrografskoj izmjeri priobalja od ušća Poa do ušća Piave u mjerilu 1:14 400 iz kojeg je 1860. nastala karta na 54 lista. Vodio je 1866–70. nove sustavne topografske i hidrografske izmjere Jadrana iz kojih su nastale 31 obalna karta s 57 planova luka, po jedna generalna i rutna karta. Na Jadranu je tim izmjerama određeno više od 500 000 dubina. Predvodio je grupu koju su činili hidrografi poručnici Hopfgartner, Gareis, Schelander, Lorber, Riha, Spetzler, Končicky i kadeti Görz, Jenč i Beck, te topografi natporučnici Wutzelburg, Husa i Pegan. Revizija izmjere provedena je 1880–85. na osnovu koje su izrađene još neke karte. Na novom izdanju karata uveden je metarski sustav. Tako je Istra s Kvarnerom dobila detaljne i vrlo točne pomorske karte u mjerilima 1:40 000, 1:80 000 i dr. koje su poslije s nekim dopunama pretiskavane i činile osnovu talijanskih i jugoslavenskih pomorskih karata sve do Drugog svjetskog rata. Sastavio je 18 obalnih pomorskih karta.

## Djela
- Adriatisches Meer. 1867-73.
- Spalato u mjerilu 1:80 000, pomorska obalna karta (u donjem lijevom kutu karte nalaze se plan splitske luke u mjerilu 1:15 000 i vedutski prikazi Drvenika, splitskih vrata, Splita i Trogira). Vojnogeografski institut, Beč 1869, izdanje 1872.
- Golf v. Trieste bis Kap Planka Venedig bis Ancona, Blatt I u mjerilu 1:180 000, pomorska obalna karta (koautor D. A’Imberta). Vojnogeografski institut, Beč 1867, izdanje 1873.
- Kap Planka bis I. Lagosta, Ancona bis Barleta, Blatt II u mjerilu 1:180 000, pomorska obalna karta (koautor D. A’Imberta). Vojnogeografski institut, Beč 1867, izdanje 1873.
- Kap Planka bis Durazzo, Golf von Manfredonia, Blatt III u mjerilu 1:180 000, pomorska obalna karta (koautor D. A’Imberta). Vojnogeografski institut, Beč 1867, izdanje 1873.
- Cap Planka bis Klippe Glavat, Blatt IV u mjerilu 1:180 000, pomorska obalna karta (u donjem lijevom kutu karte nalaze se vedutski prikazi Biševa s dijelom Visa te Lastova s Lastovnjacima). Vojnogeografski institut, Beč, izdanje Hidrografski zavod, Pula 1892.
- Lussin und Selve u mjerilu 1:80 000, pomorska obalna karta (u donjem lijevom kutu karte nalaze se vedutski prikazi ulaza u Mali Lošinj, Rovenske i svjetionika na otočiću Gruica). Vojnogeografski institut, Beč 1868; reprodukcija Vojnogeografski institut, Beograd 1931.
- Melada und Zara u mjerilu 1:80 000, pomorska obalna karta (u donjem lijevom kutu karte nalaze se planovi Zadra 1:14 400 i Premuda 1:28 800, a na sredini pet vedutskih prikaza). Vojnogeografski institut, Beč 1868, izdanje Hidrografski zavod, Pula 1892.
- Lagosta u mjerilu 1:80 000, pomorska obalna karta (na dnu karte nalazi se pet vedutskih prikaza iz akvatorija koji je prikazan na karti). Vojnogeografski institut, Beč 1869, izdanje Hidrografski zavod, Pula 1892.
- Die österreichische Küstenaufnahme in adriatischen Meer. Trieste 1873.
- Curzola. K. k. Kriegs-Marine Dalmatien. Aufgenommen im Jahre 1869. unter der Direction des k. k. Fregatten-kapitaens T. Österreicher, Ausgabe Juli 1879. Hydrografisches Amt der k.k. Kriges-Marine Pola (nalazi se u Pomorskom muzeju u Orebiću).
- Aus fernem Osten und Westen (Iz dalekog istoka i zapada).